# Bruder Károly
Bruder Károly (Felsőpakony, 1954. augusztus 20. –) labdarúgó, csatár.

## Pályafutása
1975 és 1977 között a Videoton labdarúgója volt. Az élvonalban 1976. május 8-án mutatkozott be a Vasas ellen, ahol csapata 2–1-es győzelmet aratott. Ezzel az egy mérkőzéssel tagja volt az ezüstérmes csapatnak. 1978 és 1980 között a Székesfehérvári MÁV Előre együttesében játszott. Az élvonalban összesen 58 mérkőzésen lépett a pályára és négy gólt szerzett.

## Sikerei, díjai
- Magyar bajnokság
  - 2.: 1975–76